# Молат (Задар)
Молат (хорв. Molat) — населений пункт у Хорватії, у Задарській жупанії у складі міста Задар.

## Населення
Населення за даними перепису 2011 року становило 107 осіб.
Динаміка чисельності населення поселення:

## Клімат
Середня річна температура становить 15,71 °C, середня максимальна – 26,69 °C, а середня мінімальна – 4,09 °C. Середня річна кількість опадів – 852 мм.
| Клімат поселення                              | Клімат поселення | Клімат поселення | Клімат поселення | Клімат поселення | Клімат поселення | Клімат поселення | Клімат поселення | Клімат поселення | Клімат поселення | Клімат поселення | Клімат поселення | Клімат поселення | Клімат поселення |
| Показник                                      | Січ.             | Лют.             | Бер.             | Квіт.            | Трав.            | Черв.            | Лип.             | Серп.            | Вер.             | Жовт.            | Лист.            | Груд.            |                  |
| Середній максимум, °C                         | 12,44            | 12,43            | 14,09            | 17,26            | 22,27            | 26,51            | 26,69            | 26,46            | 22,04            | 18,91            | 14,81            | 11,54            |                  |
| Середня температура, °C                       | 8,29             | 8,27             | 9,96             | 13,07            | 18,13            | 22,33            | 24,71            | 24,47            | 20,07            | 16,91            | 12,83            | 9,60             |                  |
| Середній мінімум, °C                          | 4,09             | 4,10             | 5,79             | 8,93             | 13,96            | 18,17            | 22,71            | 22,50            | 18,09            | 14,93            | 10,84            | 7,60             |                  |
| Норма опадів, мм                              | 72               | 60               | 61               | 64               | 59               | 55               | 30               | 51               | 97               | 107              | 105              | 91               |                  |
| Середньомісячна швидкість вітру, м/с          | 2.96             | 3.10             | 3.21             | 3.10             | 2.70             | 2.50             | 2.50             | 2.40             | 2.60             | 2.80             | 3.40             | 3.21             |                  |
| Середньомісячна сонячна радіація, кДж/м²·день | 4922             | 7709             | 11405            | 16282            | 20799            | 22777            | 24445            | 21210            | 15474            | 9904             | 5377             | 4162             |                  |
| --------------------------------------------- | ---------------- | ---------------- | ---------------- | ---------------- | ---------------- | ---------------- | ---------------- | ---------------- | ---------------- | ---------------- | ---------------- | ---------------- | ---------------- |
| Джерело:                                      |                  |                  |                  |                  |                  |                  |                  |                  |                  |                  |                  |                  |                  |